# 卡拉布布

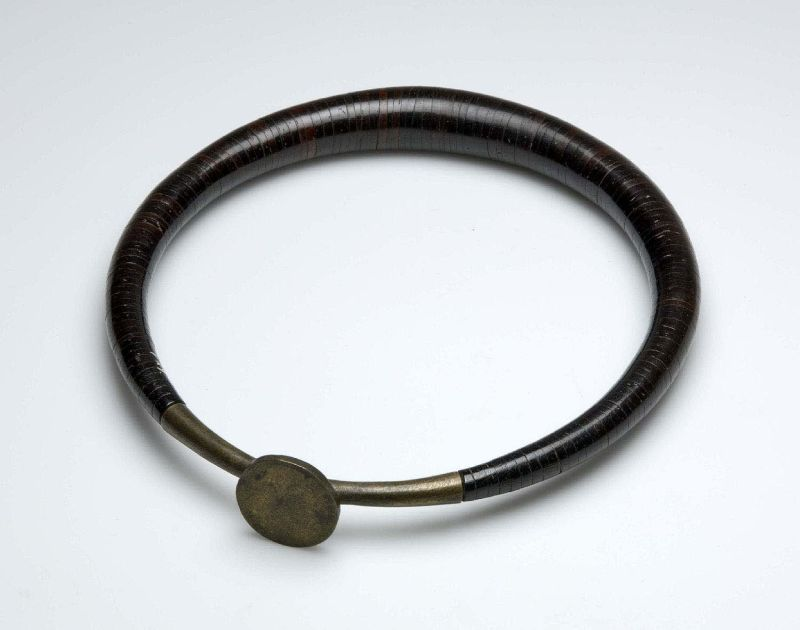
尼亚斯战士所佩戴的卡拉布布

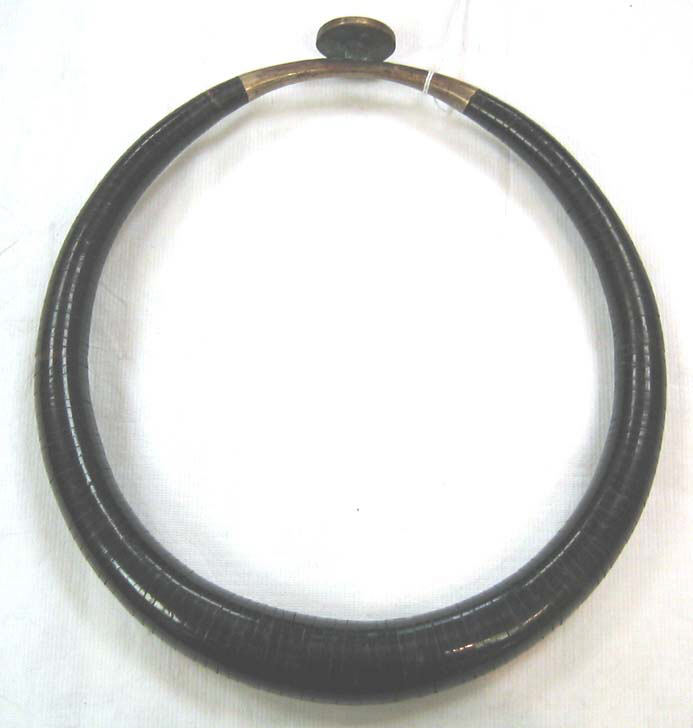
由椰子壳片和黄铜丝制成的卡拉布布

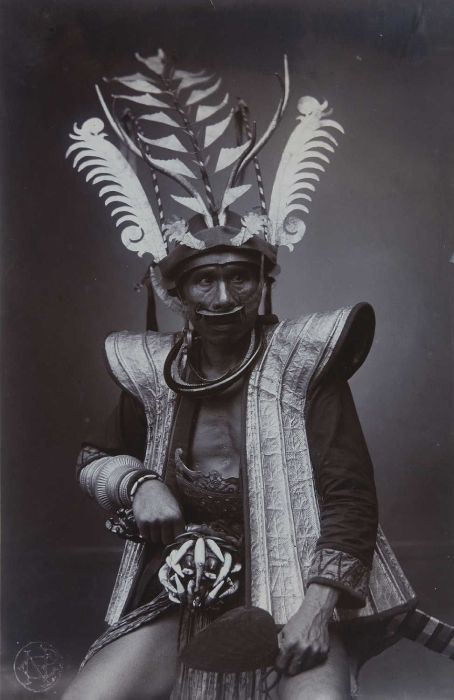
一个佩戴着卡拉布布的尼亚斯战士

卡拉布布（印尼语：或）是居住在印度尼西亚北苏门答腊北尼亚斯县地区的尼亚斯战士佩戴的类似于项圈的圆形项链。卡拉布布象征着男性气概、勇敢顽强、战争的胜利和英雄主义，而被普遍称为“猎首的项链”。从历史上看，只有那些在战争中表现出高超能力，并把敌对部落首领斩首的英勇战士才有资格佩戴卡拉布布。正因如此，佩戴卡拉布布的人通常被看作是部落的英雄。除此之外，在神圣的战争仪式期间，舞蹈者也会佩戴卡拉布布。如今，大多数尼亚斯人已经将佩戴卡拉布布视为习以为常的事情。

## 形式
卡拉布布是一个直径大约在22（8.7英寸）到25（9.8英寸）之间的圆形项链，类似于项圈。卡拉布布的厚度是不均匀的，其中心部分的厚度最大，然后向两端逐渐变小。其收缩的两端连接形成一个磁盘，一般由黄铜和少量黄金装饰。而卡拉布布的内部框架，则是由铁或黄铜制成的，并在其末端塑造一个类似于圆盘的象盘。圆形的椰子壳（有时可用龟壳替代）通常被镶嵌在内部的黄铜框架旁边。用磁盘片将它连接在一起之后进行打磨和抛光的工序，直至打磨到其有一个较为平滑的表面才算完成。最后，卡拉布布会被染成黑色。卡拉布布内部的黄铜框架象征着尼亚斯神话中伟大的金蛇 。

## 象征
卡拉布布与部落之间的战争还有猎首有关。卡拉布布象征着男性气概、勇敢顽强、战争的胜利和英雄主义。从历史上看，只有那些在战争中表现出高超能力，并把敌对部落首领斩首的英勇战士才有资格佩戴卡拉布布。正因如此，佩戴卡拉布布的人通常被看作是部落的英雄。在神圣的战争仪式期间，舞蹈者也会佩戴卡拉布布。如今，大多数尼亚斯人已经将佩戴卡拉布布视为习以为常的事情。

## 变体
在印度尼西亚北苏门答腊省北尼亚斯县，被称作尼费塔里－塔里的项链被视为卡拉布布的珍贵金属变体。尼费塔里－塔里通常是用贵金属（如银或黄金）制作的，被视为高地位的象征，所以尼费塔里－塔里都是高地位的男人在喜庆的场合穿戴的。